# 동치 9년 명 천룡도
동치 9년 명 천룡도(同治 9年 銘 天龍圖)는 대한민국 경기도 파주시 파평면에 있는 조선의 그림이다. 2018년 9월 11일 경기도의 유형문화재로 지정 예고를 거쳐, 2018년 12월 19일 경기도의 유형문화재 제352호로 지정되었다.

## 지정 사유
위태천(동진보살)과 무장신장(천룡팔부), 권속 등을 한 폭으로 그리는 조선 후기 유행 형식을 보여준다.
18세기 후반 경상도에서 활동했던 화승들( 서우, 영수, 보인)과 19세기 사불산파의 대표 화승인 하은 응상의 <금대암 신중도>의 초본을 활용하여 그린 것으로 경상도 지역 신중도의 도상적 특징도 잘 반영하고 있다.

## 참고 문헌
- 동치 9년 명 천룡도 - 국가유산청 국가유산포털